# Jutta Leerdam
Jutta Monica Leerdam (uitspraak 'joeta') ('s-Gravenzande, 30 december 1998) is een Nederlandse langebaanschaatsster. Samen met Koen Verweij richtte zij op 16 augustus 2020 haar eigen schaatsploeg op, Team Worldstream, gecoacht door Kosta Poltavets. Eind april 2022 maakte ze de overstap naar de ploeg van Jumbo-Visma. Op 1 april 2024 liep haar contract af en sindsdien traint zij weer onder leiding van Poltavets waar zij af en toe zal aansluiten bij het internationale Team Novus.

## Carrière
In het seizoen 2016/2017 won Leerdam de wereldtitel allround bij het wereldkampioenschap voor junioren op de ijsbaan van Helsinki. Eind 2017 nam Leerdam deel aan het Olympisch kwalificatietoernooi op de 500 meter, maar wist zich niet te plaatsen voor deelname aan de Olympische Winterspelen 2018.
Begin november 2018 plaatste Leerdam zich op de 500 en 1000 meter voor de eerste vier wereldbekerwedstrijden. Later in het seizoen won ze het NK Sprint. 
Bij het WK Afstanden 2020 scherpte ze haar persoonlijke records op de sprintafstanden verder aan, met een nationaal record op de 1000 meter en pakte ze tevens de wereldtitel op deze afstand. Ook werd ze voor de tweede maal in haar carrière wereldkampioen op de teamsprint.

## Persoonlijke records
| Afstand    | Tijd    | Datum            | Baan           |
| ---------- | ------- | ---------------- | -------------- |
| 500 meter  | 37,14   | 27 december 2022 | Heerenveen     |
| 1000 meter | 1.11,84 | 15 februari 2020 | Salt Lake City |
| 1500 meter | 1.53,64 | 29 oktober 2021  | Heerenveen     |
| 3000 meter | 4.05,19 | 10 maart 2018    | Salt Lake City |

(laatst bijgewerkt: 29 oktober 2021)

### Wereldrecords
| Nr.  | Afstand                       | Tijd     | Datum            | Baan           |
| ---- | ----------------------------- | -------- | ---------------- | -------------- |
| jr1. | ploegenachtervolging junioren | 3.02,72  | 3 maart 2018     | Salt Lake City |
| jr2. | ploegenachtervolging junioren | 2.59,55  | 11 maart 2018    | Salt Lake City |
| 1.   | teamsprint                    | *1.24,02 | 13 februari 2020 | Salt Lake City |

Ploegenachtervolging junioren samen met Elisa Dul & Joy Beune
* samen met Femke Kok en Letitia de Jong

#### Wereldrecords laaglandbaan (officieus)
| Nr. | Afstand        | Tijd    | Datum               | Baan       |
| --- | -------------- | ------- | ------------------- | ---------- |
| 1.  | 1000 meter     | 1.13,15 | 31 oktober 2021     | Heerenveen |
| 2.  | 1000 meter     | 1.12,83 | 27 december 2022    | Heerenveen |
| 3.  | 1000 meter     | 1.12,80 | 28 december 2022    | Heerenveen |
| 4.  | sprintvierkamp | 147,135 | 27/28 december 2022 | Heerenveen |

|  | = huidig wereldrecord |

## Resultaten
| Jaar | NK Afstanden                 | NK Sprint | EK Afstanden     | EK Sprint         | WK Sprint                   | WK Afstanden                     | Olympische Spelen                | Wereldbeker                       | WK Junioren                         |
| ---- | ---------------------------- | --------- | ---------------- | ----------------- | --------------------------- | -------------------------------- | -------------------------------- | --------------------------------- | ----------------------------------- |
| 2017 | 14e 500m 12e 1000m 15e 1500m |           |                  |                   |                             |                                  |                                  |                                   | · (, , 7e, ) · 10e teamsprint       |
| 2018 | 11e 500m 10e 1000m 14e 1500m |           |                  |                   |                             |                                  |                                  |                                   | · (, ) · achtervolging · teamsprint |
| 2019 | 500m · 1000m                 | · (, )    |                  | 4e · (4e, , 4e, ) | 10e (16e, 6e, 15e, 4e)      | 16e 500m · 5e 1000m · teamsprint |                                  | 20e 500m · 15e 1000m · teamsprint |                                     |
| 2020 | 500m · 1000m                 |           | WDR 500m · 1000m |                   | 5e · (15e, , 7e, )          | 8e 500m · 1000m · teamsprint     | 24e 500m · 4e 1000m · teamsprint |                                   |                                     |
| 2021 | 500m · 1000m                 | · (, )    |                  | · (4e, , )        |                             | 4e 500m · 1000m                  | 28e 500m 18e 1000m               |                                   |                                     |
| 2022 | 500m · 1000m · 1500m         |           | 1000m            |                   | · (5e, , 4e, ) · teamsprint |                                  | 5e 500m · 1000m                  | 20e 500m 15e 1000m                |                                     |
| 2023 | 500m · 1000m · 1500m         | · (, )    |                  | · (, )            |                             | 500m · 1000m · 7e 1500m          |                                  | 4e 500m · 1000m · 22e 1500m       |                                     |
| 2024 | 500m · 1000m · 6e 1500m      |           | 500m · 1000m     |                   | · (5e, , 6e, )              | 6e 500m · 1000m · 4e teamsprint  |                                  | 18e 500m 4e 1000m                 |                                     |
| 2025 | 500m · 1000m                 | · (, )    |                  | · (, )            |                             | 500m · 1000m · teamsprint        |                                  | 12e 500m 4e 1000m                 |                                     |

(#, #, #, #) = afstandspositie op sprinttoernooi (500m, 1000m, 500m, 1000m) of op juniorentoernooi (500m, 1500m, 1000m, 3000m).

### Wereldbekerwedstrijden
| Seizoen   | 500 meter                                    | 1000 meter             | 1500 meter  | teamsprint |
| --------- | -------------------------------------------- | ---------------------- | ----------- | ---------- |
| 2018/2019 | 11e, 13e, 9e, 11e, 14e, 16e, 11e, -, -, -, - | 10e, 9e, 10e, 7e, -, - |             | , , -      |
| 2019/2020 | 12e, 8e, 11e, -, -, -, -, -                  | 4e, 6e, -, 9e,         |             | , , -      |
| 2020/2021 | 6e, -, -, -,                                 | 4e, -                  |             |            |
| 2021/2022 | 12e, 12e, 7e, 4e, 7e, 20e, -, -, -, -        | 5e, 4e, , -, -         |             |            |
| 2022/2023 | , , 5e                                       | ,                      | 10e, 8e, 7e |            |

- = geen deelname

### Medaillespiegel
Bijgewerkt tot 15 maart 2025
| Kampioenschap          | Goud · | Zilver · | Brons · |
| ---------------------- | ------ | -------- | ------- |
| NK Afstanden           | 7      | 1        | 2       |
| NK Sprint              | 3      | 0        | 0       |
| NK Sprint afstanden    | 7      | 5        | 0       |
| EK Afstanden           | 3      | 1        | 0       |
| EK Sprint klassement   | 2      | 0        | 0       |
| EK Sprint afstanden    | 4      | 4        | 1       |
| Olympische Spelen      | 0      | 1        | 0       |
| WK Sprint klassement   | 1      | 0        | 1       |
| WK Sprint Teamsprint   | 1      | 0        | 0       |
| WK Afstanden           | 5      | 2        | 3       |
| Wereldbeker klassement | 1      | 2        | 0       |
| WK Junioren allround   | 1      | 1        | 0       |
| WK Junioren afstanden  | 3      | 4        | 2       |

## Prijs
- 2022: The Best Social Award in de categorie Beste Sporter[6]

## Persoonlijk
Leerdam is door haar vader, een windsurfliefhebber, vernoemd naar de Duitse wereldkampioene windsurfen Jutta Müller. Haar achternicht Dione Voskamp is eveneens actief in het langebaanschaatsen. Van 2017 tot 2022 had ze een relatie met schaatser Koen Verweij. Leerdam verbrak de relatie. Leerdam heeft sinds 2023 een relatie met de Amerikaanse youtuber en bokser Jake Paul, die in Puerto Rico woont.
Ze studeert commerciële economie aan de Hanzehogeschool Groningen.